# Карелин, Андрей Андреевич

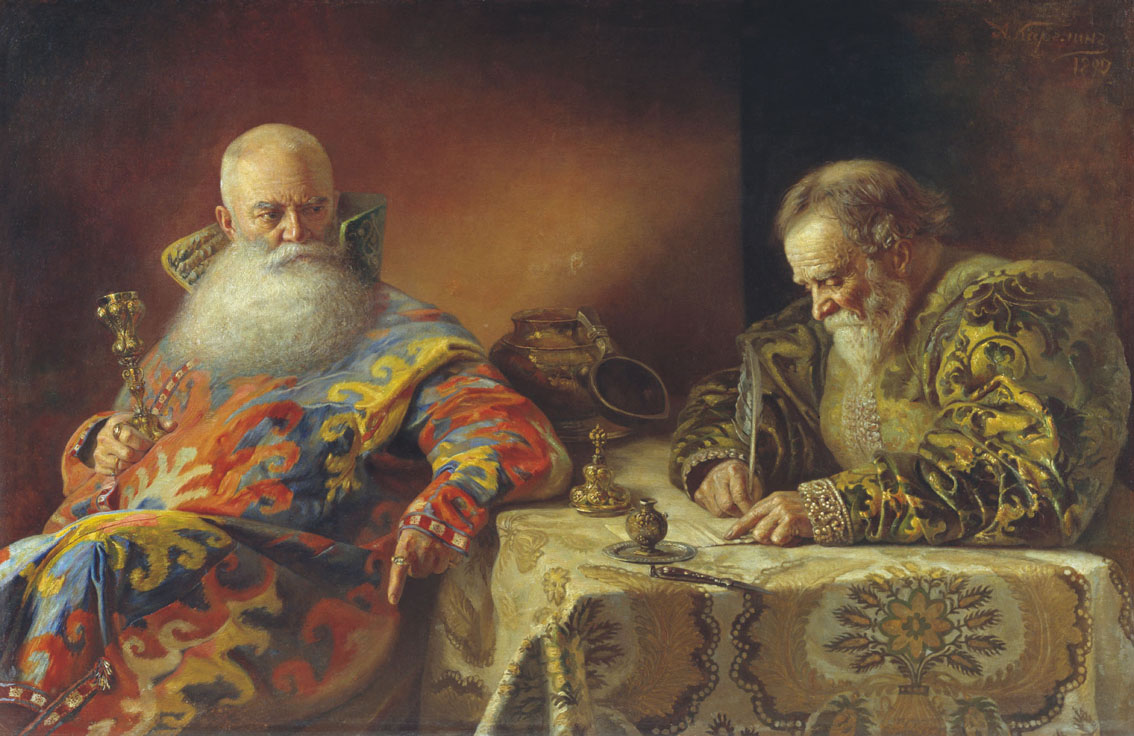
А. Карелин. «Пишут наказ». 1890 г. Днепропетровский художественный музей, Украина

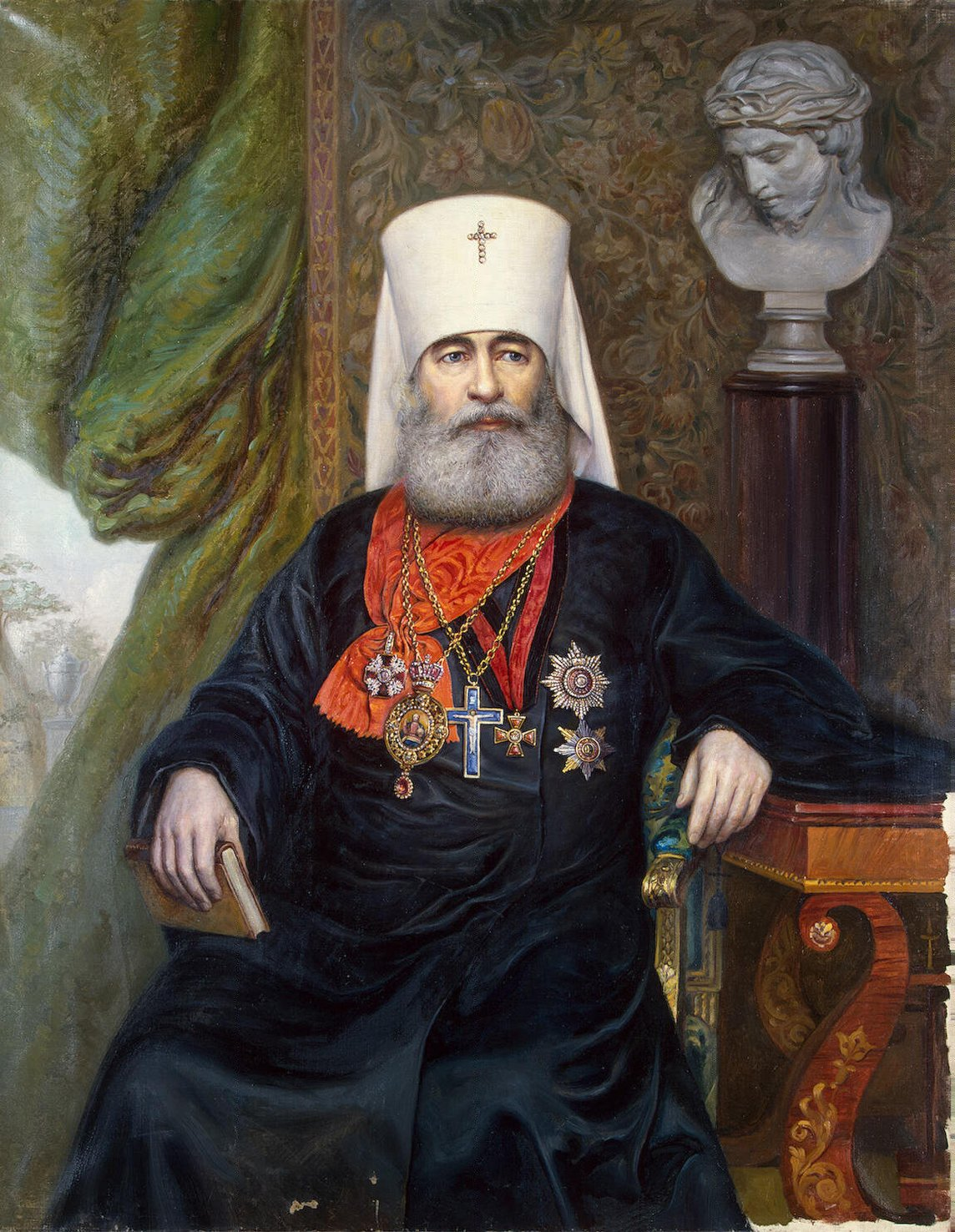
А. Карелин. «Портрет митрополита Антония». 1911 г. Эрмитаж

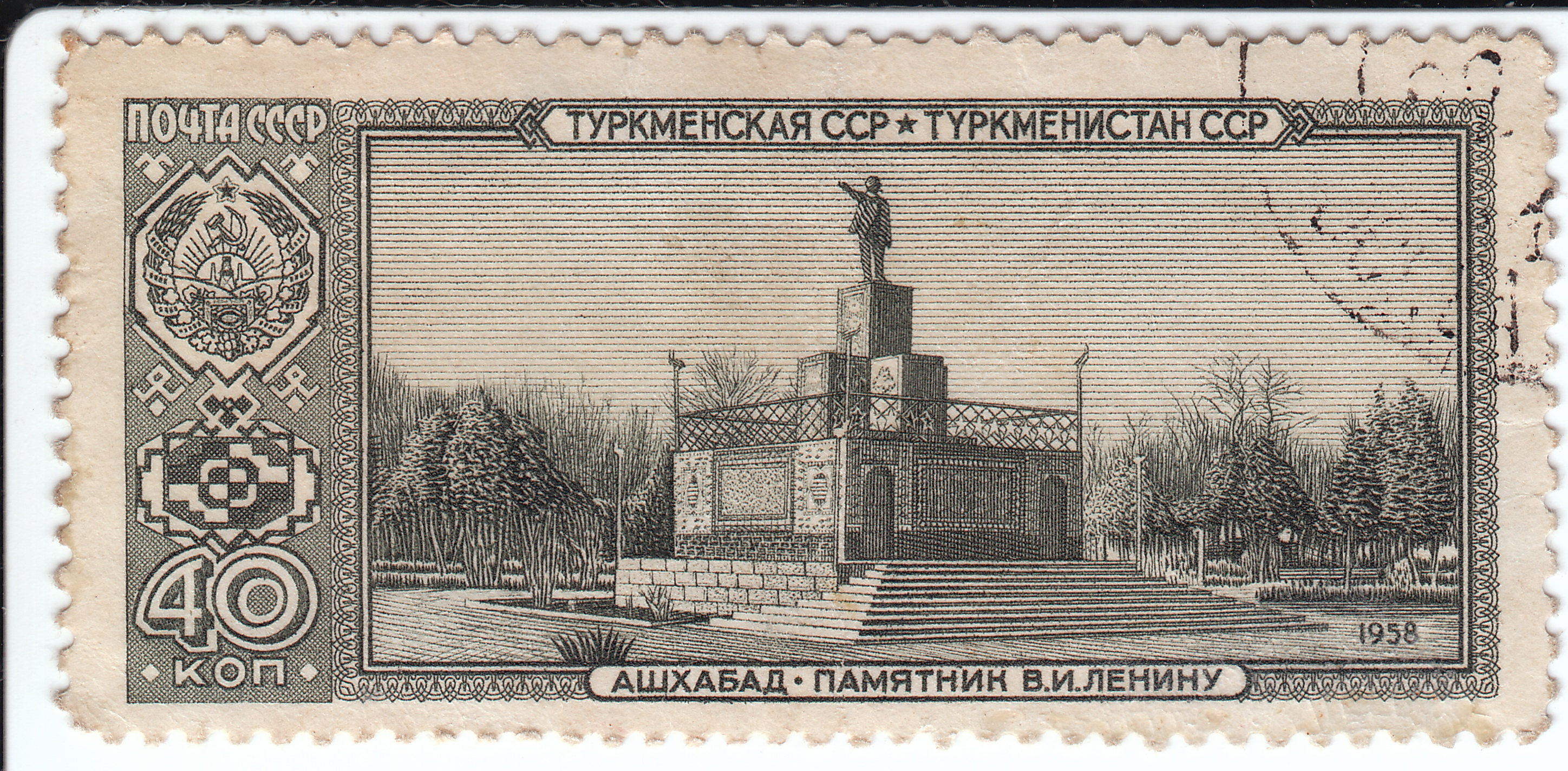
Памятник В. И. Ленину в Ашхабаде, Туркменская ССР. Почтовая марка СССР, 1958 год.

Андре́й Андре́евич Каре́лин (5 [17] января 1866, Кострома — 26 июня 1928, Ашхабад) — русский живописец и график, портретист и мастер историко-жанровой картины, представитель петербургского академизма, художественный критик; сын фотографа Андрея Карелина, ученик Константина Маковского. Почётный вольный общник Императорской Академии художеств (с 1892). Председатель Общества художников исторической живописи (1896—1900), главный художник Туркмениздата (1925—1926).

## Происхождение
Родился 5 января 1866 года в Костроме.

Отец — Карелин, Андрей Осипович, известный русский художник и фотограф конца XIX века.

Мать — Евгения Никитична Карелина (в девичестве Макаренко), первая жена А. О. Карелина, умерла при родах.

Братья и сестры. Старшие — Людмила (1862-?) и Апполон (1863—1926). Младшие (сводные) — Ольга (1869—1949), Татьяна (1877—1927) и Рафаил (1885—1942).

## Биография
С ранних лет жил в Нижнем Новгороде, воспитывался второй женой А. О. Карелина — Ольгой Григорьевной Карелиной (Лермонтовой). В детстве часто позировал отцу для фотопортретов 1870-х (мальчик с кудрявыми волосами, одетый в русскую рубашку и сапожки).
Живописи учился у отца — фотографа Андрея Осиповича Карелина, затем в Академии художеств (в 1883—1885 годах) у К. Е. Маковского.
В 1892 году получил звание почетного вольного общника Академии художеств за картину «Заморский шут».
Работал по заказам министерства Императорского двора. Писал картины на исторические и религиозные темы, портреты, иконы.
Принимал участие в росписи павильона Нижегородской всероссийской выставки в 1896 году, в создании внутренней отделки храма Воскресения Христова в Петербурге, храма Александра Невского и церкви лейб-гвардии Уланского полка в Варшаве (1907), для храма Воскресения Христова исполнил картоны для 10 мозаик интерьера «Притча о бедном Лазаре после смерти» и 9 мозаик святых, мучеников, апостолов и преподобных на пилястрах.
А. А. Карелин был одним из организаторов Городского художественного и исторического музея в Нижнем Новгороде.
В 1896—1900 годах был председателем Общества художников исторической живописи.
В Эрмитаже хранится портрет архиепископа, впоследствии митрополита Антония (Вадковского), написанный Карелиным в 1911 году.
К 300-летию дома Романовых А. А. Карелин исполнил 10-метровую картину, изображавшую воцарение Михаила Федоровича Романова (принадлежала балерине Матильде Кшешинской и находилась в её особняке на Петроградской стороне, утрачена после революции), за что получил от Николая II личное дворянство.
Последние годы жизни (1925—1926) провел в Туркменской ССР (Туркмения), где создал и возглавил художественный отдел Туркменского государственного музея, которому подарил свою личную коллекцию — более 300 произведений живописи, графики, скульптуры, декоративно-прикладного искусства.. Работал главным художником Туркмениздата (Ашхабад), стал архитектором уникального памятника Ленину в Ашхабаде (скульптор Е. Р. Трипольская). В ходе работы над памятником, Карелин совместно с керамистом Н. И. Назаровым, возродил производство традиционной азиатской майолики. Он же явился автором рисунка, на основании которого в октябре 1926 года был утвержден герб Туркменской ССР.
Умер в Ашхабаде в 1928 году. В настоящее время место его захоронения неизвестно.

## Труды
Работы Карелина имеются в собраниях Туркменского государственного музея, Эрмитажа, Днепропетровского и Нижегородского художественных музеев.. Судьба многих значительных работ выполненных по заказам Императорского двора до сих пор не выяснена.